# Бенсон (Северна Каролина)
Бенсон (енгл. Benson) град је у америчкој савезној држави Северна Каролина.

## Демографија
По попису из 2010. године број становника је 3.311, што је 388 (13,3%) становника више него 2000. године.
| Група             | 2000.         | 2010.         |
| Белци             | 1.655 (56,6%) | 1.908 (57,6%) |
| Афроамериканци    | 995 (34,0%)   | 880 (26,6%)   |
| Азијати           | 13 (0,4%)     | 16 (0,5%)     |
| Хиспаноамериканци | 213 (7,3%)    | 463 (14,0%)   |
| Укупно            | 2.923         | 3.311         |